# 安亭路
安亭路是上海市跨徐汇区东北部的一条街道，南北走向，北起永嘉路，南至建国西路，全长314米，宽12米。
该路修筑于民国19年(1930年)左右，属于上海法租界，名为国富门路（Route Kaufmann）。曾名亚田南路(Rue de Adina)。1943年汪精卫政权接收上海法租界时改名安亭街，以以嘉定县安亭镇命名命名。1946年改为安亭路。
该路沿线为住宅区。

## 交会道路（北向南）
- 永嘉路
- 建国西路

## 建筑
- 安亭路130、132号花园住宅，徐汇区登记不可移动文物
- 安亭路81弄2、4号住宅，徐汇区登记不可移动文物
- 安亭路126号住宅，徐汇区登记不可移动文物
- 安亭路133号住宅，徐汇区文物保护点[2]
- 增您智公寓	安亭路71号，徐汇区文物保护点
- 安亭路81弄10、11号花园住宅，徐汇区文物保护点
- 安亭路81弄5号花园住宅，徐汇区文物保护点
- 安亭路81弄6号花园住宅，徐汇区文物保护点
- 安亭路81弄7号花园住宅，徐汇区文物保护点
- 安亭路81弄8号花园住宅，徐汇区文物保护点